# John Brockman
John Brockman (Boston, Estats Units, 1941) és un empresari cultural amb una àmplia trajectòria en el camp de l'art, la ciència, els llibres, el programari i Internet. El 1960 va establir les bases dels «entorns cinètics intermèdia» aplicables a l'art, el teatre i els negocis, mentre assessorava General Electric, Columbia Pictures, el Pentàgon, la Casa Blanca… El 1973 va crear la seva pròpia agència literària i de software. És fundador d'Edge Foundation i editor d’Edge, pàgina web aclamada en què els pensadors més destacats, líders del que ell anomena «Tercera Cultura», analitzen la ciència més avantguardista.
És autor i editor de diversos llibres, entre ells: La tercera cultura (1995); The greatest inventions of the past 2000 years (2000); Los próximos cincuenta años (2002) i The new humanists (2003).
Té el privilegi d'haver aparegut a la primera pàgina del Science Times (1997) i de l'Arts & Leisure (1966), tots dos suplements del New York Times.